# Brennåsen
Brennåsen este o localitate din comuna Songdalen, provincia Vest-Agder, Norvegia, cu o suprafață de 0,32 km² și o populație de 482 locuitori (2013).